# Youri Djorkaeff
Youri Raffi Djorkaeff (sinh ngày 9 tháng 3 năm 1968) là một cựu cầu thủ bóng đá chuyên nghiệp người Pháp, từng thi đấu ở vị trí tiền vệ tấn công hoặc tiền đạo. Trong suốt sự nghiệp cấp câu lạc bộ, ông đã chơi cho các đội bóng tại Pháp, Ý, Đức, Anh, và Hoa Kỳ.
Ở cấp độ quốc tế, Djorkaeff ghi được 28 bàn thắng trong 82 lần ra sân cho đội tuyển quốc gia Pháp từ năm 1993 đến 2002. Ông cùng đội tuyển Pháp giành chức vô địch World Cup 1998, Euro 2000, và Cúp Liên đoàn các châu lục FIFA 2001. Ông cũng tham dự Euro 1996 và World Cup 2002. Djorkaeff là con trai của cựu cầu thủ Jean Djorkaeff. Sau khi giải nghệ vào năm 2006, Djorkaeff tập trung vào các dự án xã hội, dẫn đến việc thành lập Quỹ Youri Djorkaeff vào năm 2014. Hiện tại, ông giữ vị trí Giám đốc điều hành của FIFA Foundation, sau khi được bổ nhiệm vào tháng 9 năm 2019.

## Thời thơ ấu
Djorkaeff sinh ra tại Lyon, là con trai của Jean Djorkaeff, người gốc Ba Lan và Kalmyk, và mẹ là Mary Ohanian, người gốc Armenia.

## Sự nghiệp câu lạc bộ
Djorkaeff bắt đầu sự nghiệp vào năm 1984 với câu lạc bộ Grenoble của Pháp, sau đó chuyển đến RC Strasbourg năm 1989, AS Monaco năm 1990, và Paris Saint-Germain (PSG) năm 1995. Năm 1994, ông dẫn đầu danh sách ghi bàn tại giải Division 1 với 20 bàn thắng và giành Cúp C2 châu Âu cùng PSG vào năm 1996. Trong 190 trận đấu ở giải đấu hàng đầu của Pháp, ông ghi được 73 bàn thắng.
Năm 1996, Djorkaeff ký hợp đồng với Inter Milan của Ý. Trong mùa giải đầu tiên, ông ghi 17 bàn thắng trong 49 lần ra sân trên mọi đấu trường, bao gồm 14 bàn tại Serie A, giúp Inter đứng thứ ba tại giải và vào đến chung kết UEFA Cup, nơi họ thua Schalke trên loạt luân lưu dù Djorkaeff thực hiện thành công quả phạt đền của mình. Trong mùa giải này, ông còn ghi một bàn thắng đẹp mắt bằng pha xe đạp chổng ngược trong trận thắng 3–1 trước Roma ngày 5 tháng 1 năm 1997, được xem là một trong những bàn thắng đẹp nhất lịch sử câu lạc bộ.
Mùa giải thứ hai của ông tại Inter ít thành công hơn khi gặp khó khăn khi phối hợp với Ronaldo. Tuy nhiên, Inter đã giành UEFA Cup 1998 bằng chiến thắng 3–0 trước Lazio trong trận chung kết. Trong mùa giải thứ ba và cuối cùng, sau khi Inter ký hợp đồng với Roberto Baggio, Djorkaeff gặp khó khăn trong việc tìm chỗ đứng và phong độ giảm sút, dẫn đến việc Inter kết thúc ở vị trí thứ tám.
Năm 1999, ông chuyển sang Đức chơi cho 1. FC Kaiserslautern, giúp đội vào bán kết UEFA Cup năm 2001.
Năm 2002, Djorkaeff chuyển đến Bolton Wanderers (Anh), gây bất ngờ nhưng nhanh chóng chứng tỏ đẳng cấp, tạo thành “đội hình trong mơ” cùng Jay-Jay Okocha và Iván Campo. Ông là thành viên đội bóng vào đến chung kết Cúp Liên đoàn Anh 2003–04. Sau đó, ông chuyển đến Blackburn Rovers nhưng chỉ chơi ba trận trước khi rời câu lạc bộ.
Năm 2005, Djorkaeff gia nhập MetroStars của Major League Soccer (MLS), từ chối các lời đề nghị lương cao hơn từ các quốc gia khác. Ông trở thành cầu thủ người Pháp đầu tiên thi đấu tại MLS và kết thúc mùa giải với danh hiệu Cầu thủ xuất sắc nhất của đội, ghi 10 bàn và có 7 pha kiến tạo trong giải đấu.

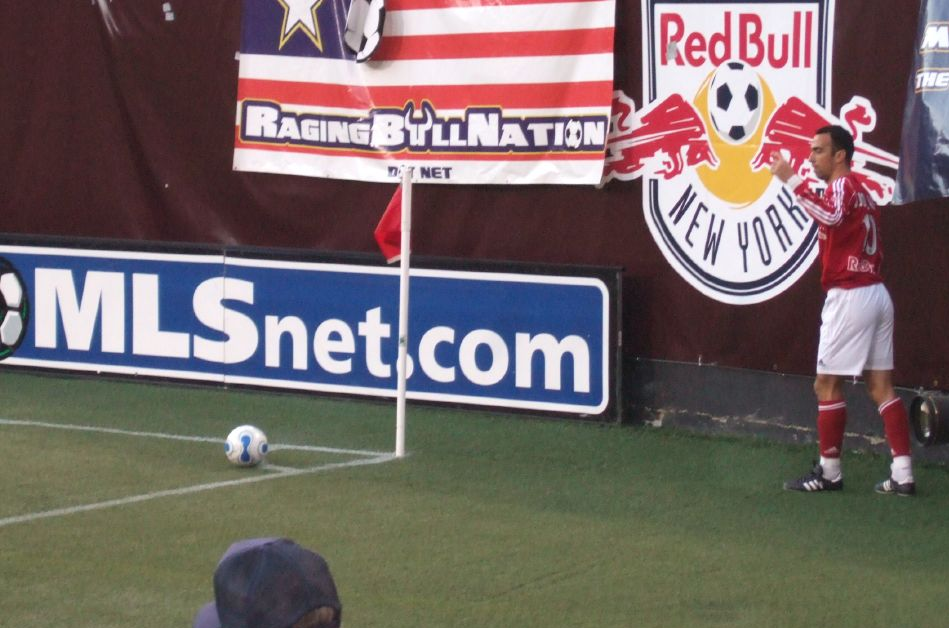
Djorkaeff chơi cho New York Red Bulls năm 2006

Djorkaeff đã thông báo ngay từ đầu rằng anh sẽ giải nghệ vào cuối mùa giải 2006 và thi đấu cho New York Red Bulls, câu lạc bộ đã được tái thương hiệu. Vào ngày 1 tháng 7 năm 2006, Djorkaeff bị bắt gặp trong đám đông cổ động viên Pháp tại trận tứ kết FIFA World Cup giữa Pháp và Brazil, mặc dù trước đó ông đã nói với các quan chức của Red Bulls rằng rời câu lạc bộ để giải quyết “một vấn đề gia đình nghiêm trọng và bất ngờ tại Pháp.” Khi trở lại, ông giải thích lý do rời đi là để ở bên cạnh người mẹ đang ốm của mình và cho rằng việc xem trận đấu tại World Cup chỉ là tình cờ.
Djorkaeff chính thức giải nghệ vào ngày 29 tháng 10 năm 2006.

## Sự nghiệp quốc tế
Djorkaeff đã ra sân 82 lần và ghi được 28 bàn thắng cho đội tuyển Pháp ở cấp độ đội tuyển quốc gia từ năm 1993 đến 2002. Ngoài hai giải đấu lớn mà ông giành được cùng đội tuyển – FIFA World Cup 1998 và UEFA Euro 2000 – Djorkaeff còn tham dự UEFA Euro 1996 và FIFA World Cup 2002. Trong trận chung kết FIFA World Cup 1998 tại Paris, ông đã kiến tạo bàn thắng thứ hai của Zinedine Zidane từ một pha đá phạt góc, góp phần vào chiến thắng 3–0 trước nhà đương kim vô địch Brazil.

## Phong cách thi đấu
Djorkaeff có biệt danh “The Snake” (Con Rắn) nhờ khả năng vượt qua các hậu vệ và những cú sút cong đầy kỹ thuật. Là một nhà kiến tạo tài năng, Djorkaeff thường thi đấu ở vị trí tiền vệ tấn công, nhưng ông cũng có thể đảm nhiệm các vai trò sâu hơn ở tuyến giữa, chẳng hạn như tiền vệ trung tâm, hoặc chơi ở các vị trí tấn công như tiền đạo lùi hoặc thậm chí là tiền đạo cắm. Ở cấp độ đội tuyển quốc gia, ông thường được bố trí chơi dạt cánh trái.
Là một cầu thủ thanh lịch và có kỹ thuật vượt trội, Djorkaeff nổi bật với sự sáng tạo, khả năng rê bóng khéo léo và cảm giác bóng tuyệt vời. Ông còn được biết đến nhờ tầm nhìn chiến thuật, khả năng chuyền bóng, sự bình tĩnh, và đẳng cấp trên sân cỏ. Djorkaeff sở hữu những cú sút uy lực và chính xác, giúp ông vừa có thể ghi bàn vừa kiến tạo cơ hội cho đồng đội.
Ông nổi bật với khả năng chọn vị trí thông minh và di chuyển không bóng, dễ dàng thoát khỏi sự kèm cặp của đối thủ và tạo khoảng trống cho bản thân cũng như đội bóng. Djorkaeff còn gây ấn tượng bởi khả năng thực hiện các cú sút phạt và đá phạt đền chính xác bằng chân phải. Ngoài ra, ông cũng là một cầu thủ chăm chỉ với sự đóng góp tích cực trong phòng ngự khi đội không có bóng.
Djorkaeff thường đảm nhận vai trò liên kết giữa hàng thủ và hàng công hoặc chơi rộng trong vai trò tự do ở hàng tiền vệ. Phong cách chơi bóng của ông được mô tả như một “số 9 rưỡi” – kết hợp giữa vai trò của một tiền vệ và một tiền đạo. Tuy nhiên, từ góc độ chiến thuật, điều này đôi khi khiến các huấn luyện viên gặp khó khăn trong việc tìm ra vị trí tối ưu để phát huy hết khả năng của ông trên sân.
Mặc dù tài năng và thành công, Djorkaeff cũng từng bị giới truyền thông chỉ trích vì sự thiếu ổn định trong phong độ ở một số thời điểm.

## Đời tư
Djorkaeff sống cùng vợ Sophie và ba người con: Sacha, Oan, và Angelica. Ông từng phát hành một đĩa đơn ca nhạc mang tên “Vivre dans Ta Lumière” (tạm dịch: “Sống trong ánh sáng của bạn”). Cha của ông, Jean Djorkaeff, và em trai, Micha Djorkaeff, cũng là những cầu thủ bóng đá chuyên nghiệp.
Ngày 15 tháng 11 năm 2012, Djorkaeff tổ chức sự kiện từ thiện Phone-a-thon dành cho cộng đồng người Armenia tại châu Âu. Số tiền quyên góp từ sự kiện này được sử dụng để xây dựng các trung tâm cộng đồng tại các làng ở Nagorno Karabakh, phát triển nông nghiệp toàn diện tại khu vực Tavush của Armenia, và hỗ trợ khẩn cấp cho cộng đồng người Armenia tại Syria.
Trong thời gian thi đấu ở Anh, Djorkaeff đã mở một trường bóng đá tại Armenia. Tháng 4 năm 2007, sau khi giải nghệ, ông trở thành chủ tịch câu lạc bộ thời niên thiếu của mình tại Lyon - Union Generale Armenienne de Decines. Hiện tại, ông còn điều hành Quỹ Youri Djorkaeff, một tổ chức phi lợi nhuận chuyên cung cấp các chương trình bóng đá tại thành phố New York.
Tiền đạo quốc tế Ecuador, Djorkaeff Reasco, được đặt tên theo ông, cũng như cầu thủ người Hà Lan Tahith Chong.

## Thống kê

### Club
| Club                            | Season       | League              | League | League | National Cup | National Cup | League Cup | League Cup | Continental | Continental | Total | Total |
| Club                            | Season       | Division            | Apps   | Goals  | Apps         | Goals        | Apps       | Goals      | Apps        | Goals       | Apps  | Goals |
| ------------------------------- | ------------ | ------------------- | ------ | ------ | ------------ | ------------ | ---------- | ---------- | ----------- | ----------- | ----- | ----- |
| Grenoble                        | 1984–85      | Division 2          | 3      | 0      | 0            | 0            | –          | –          | –           | –           | 3     | 0     |
| Grenoble                        | 1985–86      | Division 2          | 6      | 0      | 0            | 0            | –          | –          | –           | –           | 6     | 0     |
| Grenoble                        | 1986–87      | Division 2          | 26     | 4      | 0            | 0            | –          | –          | –           | –           | 26    | 4     |
| Grenoble                        | 1987–88      | Division 2          | 19     | 8      | 1            | 0            | –          | –          | –           | –           | 20    | 8     |
| Grenoble                        | 1988–89      | Division 2          | 25     | 11     | 3            | 1            | –          | –          | –           | –           | 28    | 12    |
| Grenoble                        | 1989–90      | Division 2          | 3      | 0      | 0            | 0            | –          | –          | –           | –           | 3     | 0     |
| Grenoble                        | Total        | Total               | 82     | 23     | 4            | 1            | 0          | 0          | 0           | 0           | 86    | 24    |
| Strasbourg                      | 1989–90      | Division 2          | 28     | 21     | 2            | 0            | –          | –          | –           | –           | 30    | 21    |
| Strasbourg                      | 1990–91      | Division 2          | 7      | 4      | 0            | 0            | –          | –          | –           | –           | 7     | 4     |
| Strasbourg                      | Total        | Total               | 35     | 25     | 2            | 0            | 0          | 0          | 0           | 0           | 37    | 25    |
| Monaco                          | 1990–91      | Division 1          | 20     | 5      | 6            | 1            | –          | –          | –           | –           | 26    | 6     |
| Monaco                          | 1991–92      | Division 1          | 35     | 9      | 5            | 0            | –          | –          | 7           | 1           | 47    | 10    |
| Monaco                          | 1992–93      | Division 1          | 32     | 11     | 2            | 2            | –          | –          | 4           | 1           | 38    | 14    |
| Monaco                          | 1993–94      | Division 1          | 35     | 20     | 2            | 0            | –          | –          | 11          | 3           | 48    | 23    |
| Monaco                          | 1994–95      | Division 1          | 33     | 14     | 1            | 0            | 3          | 0          | –           | –           | 37    | 14    |
| Monaco                          | Total        | Total               | 155    | 59     | 16           | 3            | 3          | 0          | 22          | 5           | 196   | 67    |
| Paris Saint-Germain             | 1995–96      | Division 1          | 35     | 13     | 2            | 2            | 1          | 0          | 8           | 4           | 46    | 19    |
| Inter Milan                     | 1996–97      | Serie A             | 33     | 14     | 6            | 1            | –          | –          | 10          | 2           | 49    | 17    |
| Inter Milan                     | 1997–98      | Serie A             | 29     | 8      | 4            | 0            | –          | –          | 9           | 0           | 42    | 8     |
| Inter Milan                     | 1998–99      | Serie A             | 25     | 8      | 6            | 4            | –          | –          | 5           | 2           | 36    | 14    |
| Inter Milan                     | Total        | Total               | 87     | 30     | 16           | 5            | 0          | 0          | 24          | 4           | 127   | 39    |
| Kaiserslautern                  | 1999–2000    | Bundesliga          | 25     | 11     | 1            | 0            | 0          | 0          | 5           | 2           | 31    | 13    |
| Kaiserslautern                  | 2000–01      | Bundesliga          | 26     | 3      | 2            | 0            | 0          | 0          | 7           | 2           | 35    | 5     |
| Kaiserslautern                  | 2001–02      | Bundesliga          | 4      | 0      | 0            | 0            | –          | –          | –           | –           | 4     | 0     |
| Kaiserslautern                  | Total        | Total               | 55     | 14     | 3            | 0            | 0          | 0          | 12          | 4           | 70    | 18    |
| Bolton Wanderers                | 2001–02      | Premier League      | 12     | 4      | 2            | 0            | 1          | 0          | 0           | 0           | 15    | 4     |
| Bolton Wanderers                | 2002–03      | Premier League      | 36     | 7      | 1            | 0            | 1          | 0          | 0           | 0           | 38    | 7     |
| Bolton Wanderers                | 2003–04      | Premier League      | 27     | 9      | 2            | 0            | 5          | 1          | 0           | 0           | 34    | 10    |
| Bolton Wanderers                | Total        | Total               | 75     | 20     | 5            | 0            | 7          | 1          | -           | -           | 87    | 21    |
| Blackburn Rovers                | 2004–05      | Premier League      | 3      | 0      | 0            | 0            | 0          | 0          | 0           | 0           | 3     | 0     |
| MetroStars / New York Red Bulls | 2005         | Major League Soccer | 24     | 10     | 2            | 1            | –          | –          | –           | –           | 26    | 11    |
| MetroStars / New York Red Bulls | 2006         | Major League Soccer | 21     | 2      | 1            | 0            | –          | –          | –           | –           | 22    | 2     |
| MetroStars / New York Red Bulls | Total        | Total               | 45     | 12     | 3            | 1            | 0          | 0          | 0           | 0           | 48    | 13    |
| Career total                    | Career total | Career total        | 572    | 196    | 47           | 12           | 9          | 1          | 66          | 17          | 694   | 226   |

### Quốc tế
| National team | Year  | Apps | Goals |
| ------------- | ----- | ---- | ----- |
| Pháp          | 1993  | 1    | 0     |
| Pháp          | 1994  | 5    | 3     |
| Pháp          | 1995  | 7    | 5     |
| Pháp          | 1996  | 12   | 5     |
| Pháp          | 1997  | 6    | 3     |
| Pháp          | 1998  | 18   | 3     |
| Pháp          | 1999  | 9    | 3     |
| Pháp          | 2000  | 11   | 4     |
| Pháp          | 2001  | 7    | 2     |
| Pháp          | 2002  | 6    | 0     |
| Total         | Total | 82   | 28    |

## Danh hiệu
Monaco
- Coupe de France: 1990–91

Paris Saint-Germain
- Trophée des Champions: 1995
- UEFA Cup Winners' Cup: 1995–96

Inter Milan
- UEFA Cup: 1997–98

Bolton Wanderers
- Football League Cup runner-up: 2003–04[8]

France
- FIFA World Cup: 1998
- UEFA European Championship: 2000
- FIFA Confederations Cup: 2001
- Kirin Cup: 1994

Individual
- Division 1 top scorer: 1993–94[9]
- UEFA European Championship Team of the Tournament: 1996[10][11]
- UEFA European Championship top assist provider: 1996[12]
- Pirata d'Oro (Inter Milan Player of the Year): 1997[13]
- FIFA XI: 1997[14]

Orders
- Knight of the Legion of Honour: 1998[15]

1. ↑  The club was known as the MetroStars prior to 2006.
2. ↑  "Youri Djorkaeff". footballdatabase.eu. Truy cập ngày 27 tháng 10 năm 2012.
3. ↑  "Youri DJORKAEFF". level-k.com. Truy cập ngày 10 tháng 4 năm 2011.
4. ↑  "Youri Djorkaeff". world-soccer.org. Bản gốc lưu trữ ngày 20 tháng 2 năm 2005. Truy cập ngày 10 tháng 4 năm 2011.
5. ↑  "Youri Djorkaeff". www.statbunker.com. Bản gốc lưu trữ ngày 7 tháng 6 năm 2023. Truy cập ngày 26 tháng 10 năm 2019.
6. ↑  "Youri Djorkaeff – International Matches". RSSSF. Truy cập ngày 10 tháng 4 năm 2011.
7. 1 2 3 4  "Youri Djorkaeff" (bằng tiếng Pháp). www.lequipe.fr. Truy cập ngày 26 tháng 10 năm 2019.
8. ↑  "Boro lift Carling Cup". BBC Sport. ngày 29 tháng 2 năm 2004. Truy cập ngày 14 tháng 1 năm 2019.
9. ↑  "France - Topscorers". RSSSF. Truy cập ngày 9 tháng 7 năm 2014.
10. ↑  "UEFA Euro 2008 Information" (PDF). UEFA. tr. 88. Truy cập ngày 30 tháng 6 năm 2008.
11. ↑  "All-Star Macca". Sunday Mirror. The Free Library. ngày 30 tháng 6 năm 1996. Truy cập ngày 13 tháng 7 năm 2012.
12. ↑  Лучшие ассистенты ЕВРО. Статистика и рекорды
13. ↑  Inter.it staff, inter(a t)inter.it (ngày 17 tháng 11 năm 2006). "F.C. Internazionale Milano". Inter Milan. Bản gốc lưu trữ ngày 19 tháng 8 năm 2012. Truy cập ngày 14 tháng 10 năm 2017.
14. ↑  FIFA XI´s Matches - Full Info
15. ↑  "Décret du 24 juillet 1998 portant nomination à titre exceptionnel" [Decree of 24 July 1998 appointing on an exceptional basis]. Official Journal of the French Republic (bằng tiếng Pháp). Quyển 1998 số 170. ngày 25 tháng 7 năm 1998. PREX9801916D. Truy cập ngày 2 tháng 1 năm 2021.